# 和木沢村
和木沢村（わぎさわむら）は、かつて福島県安達郡に存在した村である。後に分割合併、白沢村と本宮町に分かれるが、その2町村が2007年1月1日合併、本宮市となる。

## 地理
福島県のほぼ中央に位置し、南は郡山市、北は二本松市に隣接する。
現在の本宮市の中部、旧本宮町の東部、旧白沢村の西部に位置する。
丘陵地が多く、その地形を利用した農業が盛んである。行政はほとんどが糠沢地区に集中している。西部に阿武隈川が流れる。現在は開発が進み、その丘陵地も団地や競技場、工業団地などになっている。
- 山 ：岩角山・高松山
- 河川：阿武隈川

### 隣接自治体
本宮町、仁井田村（現本宮市、旧本宮町）白岩村（現本宮市、旧白沢村）石井村、杉田村（現二本松市）日和田町、西田村（現郡山市） - 1889年（明治22年）4月1日現在

## 歴史
村名は、「和田」の和、「高木」の木、「糠沢」の沢を組み合わせ、和木沢とした。

### 年表
- 縄文時代 すでに人が住んでいた。（高木・北ノ脇遺跡より）
- 1889年（明治22年）4月1日 市町村制施行。和田村、糠沢村、高木村が合併、安達郡和木沢村となる。
- 1955年（昭和30年）4月30日 - 市町村合併により和木沢村は消滅。
  - 和木沢村高木地区が本宮町へ編入される。
  - 白岩村、和木沢村和田地区・糠沢地区が合併、白沢村となる。
    - 以上の2つは、境界変更合併であり、高木地区と糠沢地区の一部が本宮町と，糠沢地区・和田地区が白岩村と合併したものである。前者は編入合併、後者は新設合併となる。

変遷表
| 1868年 以前 | 1868年 以前   | 明治22年 4月1日 | 昭和30年 4月30日 | 平成19年 1月1日 | 現在   |
| ----------- | ------------- | --------------- | ---------------- | --------------- | ------ |
|             | 和田村        | 和木沢村        | 白沢村           | 本宮市          | 本宮市 |
|             | 糠沢村        | 和木沢村        | 白沢村           | 本宮市          | 本宮市 |
|             | 本宮町 に編入 | 和木沢村        |                  | 本宮市          | 本宮市 |
|             | 高木村        | 和木沢村        |                  | 本宮市          | 本宮市 |

## 大字
- 和田（わだ）
- 糠沢（ぬかざわ）
- 高木（たかぎ）

## 人口・世帯

### 人口
総数 [単位： 人]
| 1889年（明治22年） | 3,803 |
| 1920年（大正 9年） | 4,986 |
| 1947年（昭和22年） | 6,965 |

### 世帯
総数 [単位： 世帯]
| 1920年（大正 9年） | 922   |
| 1947年（昭和22年） | 1,145 |

## 行政
明治維新までは、旧各村の地主（和田2、糠沢2、高木1）によって村治が行われていたという。村長という名称で村治を行ったのは和木沢村になってからである。
| 代   | 氏名           | 就任年月日       | 退任年月日       |
| ---- | -------------- | ---------------- | ---------------- |
| 初代 | 登榔次郎左衛門 | 明治22年6月26日  | 明治26年6月25日  |
| 2    | 國分半之右衛門 | 明治26年6月26日  | 明治30年6月25日  |
| 3    | 渡辺勘之亟     | 明治30年6月26日  | 明治32年11月27日 |
| 4    | 日向直左衛門   | 明治32年12月6日  | 明治36年8月12日  |
| 5    | 渡辺吉十       | 明治36年10月2日  | 明治37年5月16日  |
| 6    | 古田部健太郎   | 明治37年5月20日  | 明治37年10月30日 |
| 7    | 渡辺勘之亟     | 明治37年11月21日 | 明治41年11月20日 |
| 8    | 國分佐與吉     | 明治41年11月22日 | 明治45年2月23日  |
| 9    | 古田部健太郎   | 大正元年10月30日 | 大正3年4月18日   |
| 10   | 影山治郎八     | 大正3年7月2日    | 大正7年7月1日    |
| 11   | 北山源五郎     | 大正7年7月27日   | 大正11年7月26日  |
| 12   | 市川三郎       | 大正11年7月27日  | 大正15年7月26日  |
| 13   | 日向四郎次     | 大正15年7月27日  | 昭和5年7月26日   |
| 14   | 市川三郎       | 昭和5年7月27日   | 昭和13年11月21日 |
| 15   | 三瓶久徳       | 昭和13年11月22日 | 昭和17年11月21日 |
| 16   | 影山庄之助     | 昭和17年11月22日 | 昭和21年11月21日 |
| 17   | 菅野孫十       | 昭和22年4月5日   | 昭和30年4月29日  |

その他に、助役（内名誉助役と有給助役に分かれる）と収入役などが存在した。

### 村会議員
各旧村にも村会議員は存在していた。和木沢村時代は約290人もの村会議員が活躍していた。（合併後〜分離まで）

### 行政区
和木沢村には行政末端組織が置かれた。発足前各村にも行政区が存在したが改め、明治22年7月17日の村議会で、今まで「〜番組」と呼ばれていたものを「〜区」と改称することを決定した。この名残なのか、高木地区では現在でも「〜番組」の呼び方がある。「〜番組」の呼び方は、旧本宮町に伝わる太鼓台の区分けにも使用されている。
明治22年7月17日議決の区
| 区名     | 区域（旧名称） |
| -------- | -------------- |
| 小田部区 | 糠沢一番組     |
| 堀ノ内区 | 二番組         |
| 日向区   | 三番組         |
| 高松区   | 四番組         |
| 八幡区   | 五番組         |
| 城ノ内区 | 六番組         |
| 作区     | 七番組         |
| 岩崎区   | 八番組         |
| 大沢区   | 和田一番組     |
| 西明内区 | 二番組         |
| 喜多区   | 三番組         |
| 屋口区   | 四番組         |
| 明石内区 | 五番組         |
| 久保区   | 六番組         |
| 平茂内区 | 七番組         |
| 柳田内区 | 八番組         |
| 作田区   | 九番組         |
| 諏訪区   | 十番組         |
| 戸ノ内区 | 十一番組       |
| 根岸区   | 高木六・七番組 |
| 舟場区   | 五・八番組     |
| 高木区   | 四・九番組     |
| 大屋敷区 | 一・二・三番組 |

この区名の中には、この区名が発祥とも言われる苗字がある。

### 戸数・人口
戸数・人口共に増え続けている。現在は不明だが、和木沢村時代は少なくとも60年ほどの間に4000から5000人増えている。
| 年     | 戸数（戸） | 人口（人） |
| ------ | ---------- | ---------- |
| 明治20 | 587        | 3655       |
| 明治35 | 580        | 4668       |
| 明治36 | 590        | 4958       |
| 明治37 | 579        | 5008       |
| 明治38 | 571        | 4989       |
| 明治39 | 572        | 5039       |
| 明治40 | 561        | 5039       |
| 明治41 | 541        | 5143       |
| 明治42 | 546        | 5232       |
| 明治43 | 547        | 5201       |
| 明治44 | 545        | 4961       |
| 大正元 | 545        | 5314       |
| 大正2  | 544        | 5114       |
| 大正3  | 544        | 5129       |
| 大正4  | 544        | 5019       |
| 大正5  | 544        | 4978       |
| 大正9  | 922        | 4986       |
| 大正14 | 782        | 5037       |
| 昭和5  | 831        | 5513       |
| 昭和10 | 859        | 5645       |
| 昭和15 | 855        | 5603       |
| 昭和25 | 1109       | 7130       |

## 産業

### 農業
和木沢村は、阿武隈山系の中に位置し、交通の便にも恵まれていないため、立地条件からほとんどの家庭が農業を営む純農村だった。しかし晩年になると、商工業が進出してき始め、村の農家も副業を持つようになって来た。
村の基幹作目は、米と養蚕である。米は、冷害などで大凶作が起こることもしばしばあったが、農家経済を維持してきた。養蚕は古い歴史があり定着したが、数々の経済恐慌が発生している。しかし、人々の努力により、主産地を形成するまでいたった。
補完作目は、畜産、たばこである。畜産は、当時馬産を主にしていたため、あまり目立つものはなかったが、黒毛和種の導入後、飛躍的に増殖が見られた。酪農も発展し、蓄農村として伸展した。
たばこも、明治以来耕作されてきたが、面積に制約があった。しかし昭和28年ごろには、面積、人員共にアップし、農業収入の高割合を占めるようになった。（阿武隈高地地帯はなぜかたばこや養蚕がさかんである。）

## 公園
高松山ふれあい公園（旧本宮町との境界付近にある高台が高松山。そこの頂上にあるのが記の公園である。）

## 教育

### 中学校
- 和木沢村立和木沢中学校（学区は村内全域）

### 小学校
- 和木沢村立和田小学校（学区は同村内和田地区）
- 和木沢村立高木小学校（学区は同村内高木地区）
- 和木沢村立糠沢小学校（学区は同村内糠沢地区）

## 交通

### 鉄道
当時鉄道は存在しなかった。現在は村内和田地区と糠沢地区に東北新幹線が通っているが、駅はない。一番近い駅は同市内の本宮駅。

### 道路
公共交通機関はバスのみ存在。

## その他
- 糠沢地区には、旧糠沢村の村名の由来ともされる糠塚古墳がある。
- 和田地区には、旧和田村の村名の由来ともされる椀田の泉がある。